# Prats (Andorra)
Prats é uma localidade de Andorra, situada na paróquia de Canillo. Situada a 1.326 metros de altitude, sua população em 2024 foi estimada em 91 habitantes.